# Rosselli Amuruz
Yessica Rosselli Amuruz Dulanto (Lima, 18 de agosto de 1987) es una abogada, empresaria y política peruana. Es congresista de la república por Lima para el periodo parlamentario 2021-2026.

## Biografía
Nació en el distrito de Miraflores, ubicado en la ciudad de Lima, el 18 de agosto de 1987. Es hija del excongresista fujimorista Roger Amuruz y de Yessica Dulanto.
Estudió la carrera de Derecho en la Universidad de Lima, egresando en 2015. También ha realizado una diplomatura internacional en Derecho Corporativo y una maestría de Finanzas y Derecho Corporativo en la Universidad ESAN.
Ha trabajado como gerente legal en la Universidad Politécnica Amazónica SAC, la Escuela de Cine y Artes Visuales de Lima SAC y RAG Holding SAC. Desde el año 2015, está vinculada a la educación en el sector privado.

### Vida personal
El 4 de enero de 2021, informó que se había contagiado de COVID-19, por lo que, según las medidas sanitarias vigentes, inició el tratamiento y aislamiento correspondiente. Posteriormente, Latina reveló que la congresista había celebrado Año Nuevo en Punta Cana, y difundieron imágenes de la legisladora acompañada de otras personas sin respetar las medidas de bioseguridad.
En 2025, tras la muerte de su padre, se informó de que había conseguido bienes heredados por documentos que su hermana calificó de falsificados.

## Trayectoria política
Su primera participación en la política se inicia cuando postula como regidora de la Municipalidad de Lima por el partido Fonavistas del Perú, hoy actualmente llamado Democracia Directa. Sin embargo, no resultó elegida.
Postuló al Congreso de la República en las elecciones parlamentarias de 2020 por el partido Contigo sin tener éxito.

### Congresista
Para las elecciones parlamentarias de 2021, Amuruz volvió a postular al Congreso por el partido Avanza País con el número 3 de la lista por Lima y resultó elegida, con 21 855 votos, para el periodo parlamentario 2021-2026.

## Polémicas
En agosto de 2021, durante el confinamiento por la pandemia de COVID-19 en Perú, se supo que la congresista Amuruz celebró su cumpleaños en un hotel del distrito limeño de San Borja, en un evento donde, según las imágenes difundidas por la prensa peruana, no se respetaron las medidas sanitarias para evitar la difusión del virus SARS-CoV-2. Amuruz alegó que acudió a la celebración organizada por amistades para así «reactivar la economía», pidiendo, además, disculpas por lo ocurrido. La Comisión de Ética Parlamentaria del Congreso inició una investigación, que archivó en diciembre declarando la denuncia improcedente.
El 19 de noviembre de 2021, presentó un proyecto de ley sobre el depósito de la CTS para los trabajadores del régimen 728, correspondiente al periodo comprendido entre mayo de 2014 y octubre de 2015, que posteriormente se supo que la exposición de motivos y el análisis de costo y beneficio habían sido plagiados de otro proyecto presentado con anterioridad por el congresista Daniel Oseda Yucra, del Frepap.
El 22 de noviembre, en el marco del Día del Músico, la congresista invitó a varias agrupaciones musicales al Palacio Legislativo, donde otorgó una serie de condecoraciones a los invitados, entre los cuales estaba la orquesta Combinación de La Habana. Este grupo salsero apoyó a la parlamentaria durante su campaña electoral, y dos de sus integrantes tienen denuncias por violencia de género. Además, según Caretas, esta orquesta había participado en la fiesta de cumpleaños del pasado agosto por el que la congresista venía siendo investigada, hecho que Amuruz negó y solicitó la correspondiente aclaración por parte de la revista.
Para 2022, Amuruz se mostró a favor de las contrarreformas de la Sunedu al justificar «un abuso del tema caviar»; su padre es dueño de dos instituciones superiores: la Universidad Peruano Alemana (UPAL) y la Escuela de Cine (EPIC), por lo que Amuruz se encontraría en un conflicto de intereses.
En enero de 2023, propuso un proyecto de ley para recortar el mandato de las máximas autoridades de los organismos electorales Jurado Nacional de Elecciones (JNE) y Oficina Nacional de Procesos Electorales (ONPE) al modificar la Constitución de 1993. El JNE criticó la iniciativa.

### Sanción de la Comisión de Ética
En octubre de 2023, una fiesta en honor a su presunta pareja, el excongresista Paul García Oviedo, a la que asistió Rosselli Amuruz, acabó con una balacera y una persona fallecida. La Policía Nacional solicitó citarla para las investigaciones del suceso. El 5 de octubre fue presentada una moción de censura en su contra en el Congreso. La moción fue rechazada a debate por el Pleno el 12 de octubre, debido a la abstención de 19 congresistas de Fuerza Popular y 6 de Alianza para el Progreso.
En abril de 2024, la Comisión de Ética recomendó una sanción de 60 días para Amuruz. Durante el cumplimiento de dicha sanción, se retiró del recinto legislativo y reconoció haber infringido normas éticas, atribuyendo el mismo comportamiento a otros congresistas.